# Аккайын (Буландынский район)
Аккайы́н (каз. Аққайың, до 2007 года — Белоцерко́вка) — село в Буландынском районе Акмолинской области Казахстана. Входит в состав Вознесенского сельского округа. Код КАТО — 114031200.

## География
Село расположено в северной части района, на левом берегу реки Кайракты, на расстоянии примерно 17 километров (по прямой) от административного центра района — города Макинск, в 12 километрах к северу от административного центра сельского округа — села Вознесенка.
Абсолютная высота — 339 метров над уровнем моря.
Ближайшие населённые пункты: село Купчановка — на юге, аул Байсуат — на севере, село Еруслановка — на северо-востоке.
Западнее села проходит автодорога областного значения КС-1 «Жалтыр — Макинск». 

## Население
В 1916 году население села составляло 481 человек обоего пола.
В 1989 году население села составляло 560 человек (из них русские — 51%).
В 1999 году население села составляло 460 человек (238 мужчин и 222 женщины). По данным переписи 2009 года, в селе проживало 397 человек (200 мужчин и 197 женщин).
| Численность населения | Численность населения | Численность населения |
| 1989                  | 1999                  | 2009                  |
| --------------------- | --------------------- | --------------------- |
| 560                   | ↘460                  | ↘397                  |

## История
Основано в 1896 году как переселенческий участок Конус-Могила с нарезкой земли на 432 душевых доли из расчета 15 десятин на одну мужскую душу. Сельское общество Белоцерковское образовано в 1904 году. В 1908 году открыта школа. В 1909 году построен молитвенный дом на средства общества.
Постановлением Акимата Акмолинской области от 27 апреля 2007 года N а-5/145 и решением Акмолинского областного Маслихата от 27 апреля 2007 года N ЗС-26-13 «О переименовании некоторых населенных пунктов Акмолинской области по Буландынскому и Аршалынскому районам», зарегистрированное Департаментом юстиции Акмолинской области 25 мая 2007 года № 3223 —  село Белоцерковка Вознесенского сельского округа было переименовано в село Аккайын.

## Инфраструктура
В селе функционируют:
- Аккайынская общеобразовательная основная школа;
- Фельдшерско-акушерский пункт;
- 1 частный магазин.

## Улицы[7]
- ул. им. Сакена Сейфуллина
- ул. Набережная
- ул. Степная
- ул. Школьная